# Revest-du-Bion
Revest-du-Bion település Franciaországban, Alpes-de-Haute-Provence megyében. Lakosainak száma 487 fő (2022. január 1.). Revest-du-Bion Montsalier, Les Omergues, Redortiers, Simiane-la-Rotonde, Ferrassières, Saint-Christol és Saint-Trinit községekkel határos.

## Népesség
A település népessége az elmúlt években az alábbi módon változott:
| Lakosok száma | 601  | 494  | 512  | 527  | 581  | 573  | 562  | 525  | 507  | 487  |
|               | 1968 | 1982 | 1990 | 2006 | 2013 | 2015 | 2017 | 2019 | 2020 | 2022 |